# Jogos do Extremo Oriente de 1923
Os Jogos do Extremo Oriente de 1923 foram a sexta edição do evento multiesportivo, que ocorreu em Osaka, no Império do Japão. As Filipinas venceram esta edição.

## Participantes
Três países participaram do evento:
- China
- Filipinas
- Japão